# 사울 제인츠
사울 제인츠(Saul Zaentz, 1921년 2월 28일~2014년 1월 3일)는 미국의 영화 프로듀서이자 음반사 임원이다. 그는 아카데미 작품상을 세 번이나 수상하였고, 1996년에는 어빙 G. 솔버그 기념상을 수상했다.
당시 판타지 레코드를 인수하여 사장으로 있었던 제인츠는 소속 밴드 크리던스 클리어워터 리바이벌의 활동으로 많은 수익을 올렸으며 이러한 수익을 바탕으로 주로 소설을 각색한 영화 제작에 몰두했다. 많은 작품을 만들었던 제인츠는 일반적으로 원작 시나리오를 쓰지 않았다. 그러나 예외적으로 그의 마지막 작품인 《고야의 유령》은 소설 원작이 아닌 장클로드 카리에르와 밀로스 포만의 원작이었다.

## 어린 시절
제인츠는 1921년 2월 28일 뉴저지주 퍼세이익에서 다섯 형제 중 막내로 태어났다. 그의 부모는 폴란드 유대인 이민자였다.
어린 시절, 제인츠는 퍼세이익 11번지에 있는 윌리엄 B. 크루즈 기념 학교에 다녔다. 제2차 세계대전 중 미국 육군에서 복무한 제인츠는 전역 후, 필하모닉 오케스트라에서 듀크 엘링턴과 스탠 게츠와 같은 음악가들의 콘서트 투어를 관리하는 등 회사 대표 노먼 그란츠와 함께 일 하면서 음악에 대한 열정을 깨닫기 시작했다. 그는 전쟁 후 2차 세계대전 참전 용사에게 혜택을 제공하는 법안인 G.I. 법안에 따라 럿거스 대학에서 공부하게 됐다.

## 음악 경력

### 크리던스 클리어워터 리바이벌
1955년에 제인츠는 수년간 세계 최대의 독립 재즈 음반사였던 판타지 레코드에 합류했다. 1967년에 제인츠와 다른 파트너들이 창립자 맥스 바이스(Max Weiss)와 솔 바이스(Sol Weiss)로부터 이 레이블을 인수했다. 이들은 전 판타지 레코드의 창고 관리자였던 존 포거티가 이끄는 루츠 록 그룹 크리던스 클리어워터 리바이벌(CCR)과 계약을 맺었다.
판타지 레코드는 CCR 음악의 배포 및 출판권을 소유하고 있었기 때문에, 원래 판타지와의 계약에서 벗어나기 위해 포거티는 원래 계약에서 규정한 것보다 훨씬 더 많은 것을 양도했다. 또한 밴드를 위해서 한 제인츠와 판타지의 잘못된 투자로 인해 CCR은 수백만 달러의 손실을 입었으며 그 중 일부는 법적 절차를 통해 회수되었다.
포거티의 1985년 앨범 《Centerfield》에 수록된 경험에 관한 노래 〈Zanz Kant Danz〉와 〈Mr. Greed〉는 제인츠를 은근히 비난하는 내용이었다. "제인츠는 춤은 못 추지만 돈은 훔칠 거야"라는 가사 때문에 명예훼손 소송이 이어지기도 했다. 명예훼손 문제는 워너 브라더스와 포거티가 제목과 가사를 〈Zanz Kant Danz〉에서 〈Vanz Kant Danz〉로 변경하면서 해결되었다. 포거티는 변호사 비용 상환을 위해 반소를 제기했고, 미국 연방 대법원은 1994년 '포거티 대 판타지'(Fogerty v. Fantasy) 사건(510 U.S. 517)에서 포거티의 승소 판결을 내렸다.
제인츠는 또한 포거티를 표절 혐의로 고소했지만 패소했다. 그는 《Centerfield》에 수록된 〈The Old Man Down the Road〉의 멜로디 라인이 CCR의 1970년 앨범 《Cosmo's Factory》의 〈Run Through the Jungle〉에서 따온 것이라고 주장했다. 이 노래는 포거티가 작곡했지만 저작권은 판타지가 소유하고 있었다. 제인츠는 1억 4천만 달러의 손해배상을 청구했지만 Fantasy, Inc. v. Fogerty 에서 배심원단이 포거티의 책임이 없다고 판결하여 패소했다.
포거티는 레이블 측이 로열티 수익의 투자 및 관리에 관해 자신을 오도하여 엄청난 재정적 손실을 초래했다고 주장했다. 몇 년 후, 제인츠가 판타지에 대한 자신의 지분을 매각한 후 포거티는 거의 바로 판타지 레이블과 재계약을 맺었다.

## 영화 경력
제인츠는 세 편의 영화로 아카데미 작품상을 수상했는데, 그 중 두 편은 밀로스 포만이 감독한 작품인 《뻐꾸기 둥지 위로 날아간 새》 (1975)와 《아마데우스》 (1984)이고, 앤서니 밍겔라가 감독한 《잉글리시 페이션트》(1996)로도 수상했다.
1970년대 초반, 제인츠는 샌프란시스코의 잭슨 스퀘어 일대의 극장에서 소설 《뻐꾸기 둥지 위로 날아간 새》의 연극 각색판을 관람했다. 이후 제인츠는 배우 마이클 더글러스와 함께 영화 각색판 《뻐꾸기 둥지 위로 날아간 새》를 공동 제작했다. 이 영화는 작품상을 포함해 아카데미상 5개 부문을 수상했으며, 제인츠와 더글러스가 공동 수상했다. 이런 수상은 41년 만에 처음이었다. 1980년에 제인츠는 캘리포니아주 버클리에 자신의 영화, 독립 영화 제작자, 할리우드 작품을 위한 편집 및 사운드 믹싱 스튜디오인 사울 제인츠 필름 센터(Saul Zaentz Film Center)를 설립했다.
1984년에 제인츠와 밀로스 포만은 작곡가 볼프강 아마데우스 모차르트에 대한 피터 섀퍼의 연극 《아마데우스》를 영화로 각색하는 작업으로 다시 협업했다. 이 영화를 통해 젠이츠는 자신의 두 번째 아카데미 작품상을 포함하여 총 8개의 아카데미 상을 수상하였고, 판타지 레코드에서 배급한 베스트셀러 사운드트랙 앨범도 냈다.
제인츠는 다음으로 피터 위어가 감독하고 해리슨 포드가 주연을 맡은 벨리즈 현장 촬영 영화 《모스키토 코스트》를 제작했는데, 이 영화는 폴 서룩스의 소설을 원작으로 했다. 1988년에 제인츠는 밀란 쿤데라의 소설 《참을 수 없는 존재의 가벼움》을 원작으로 《프라하의 봄》을 제작했다. 이 영화는 장클로드 카리에르의 각본을 바탕으로 필립 코프먼이 감독을 맡았다.
제인츠의 다음 영화인 《엣 플레이 인 더 필즈 오브 더 로드》는 장클로드 카리에르가 피터 매티슨의 책을 원작으로 각색하고, 헥터 바벤코 감독이 아마존 열대 우림에서 촬영한 작품으로, 서구적 가치와 원시적 가치의 충돌이라는 《모스키토 코스트》의 주제를 이어갔다.
1992년에 제인츠는 미공개 소설 《잉글리시 페이션트》의 판권을 구매하고 작가 마이클 온다치와 함께 시나리오를 작업했다. 이 프로젝트를 개발하면서 제인츠는 이 영화를 보다 대중적인 스토리로 만들려는 투자자들의 시도에 반대했다. 투자자들은 데미 무어를 주연으로 캐스팅하기를 원했다. 그러나 제인츠는 크리스틴 스콧 토머스를 그 역할에 캐스팅했다. 이 소설은 앤서니 밍겔라가 감독하고 영화로 각색되었다. 제69회 아카데미 시상식에서 《잉글리쉬 페이션트》로 밍겔라는 최우수 감독상을 수상했으며 제인츠는 자신의 세 번째 최우수 작품상을 수상했다. 해당 시상식에서 제인츠는 평생 공로상인 어빙 G. 탈버그 기념상도 수상했다.
2003년, 제인츠는 그의 영화 경력에 대한 인정을 받아 BAFTA의 특별 회원으로 임명되었다. 2004-05년. 제인츠와 그의 파트너들은 판타지 레코드를 독립 재즈 레이블 콩코드 레코드에 매각하고 사울 제인츠 필름 센터도 문을 닫았다. 2005-06년에 제인츠는 스페인 화가 프란시스코 고야의 삶에서 일어난 사건을 중심으로 한 새로운 영화 프로젝트인 《고야의 유령》을 제작했으며, 나탈리 포트만, 하비에르 바르뎀, 스텔란 스카르스고르드 및 랜디 퀘이드가 출연했다. 이 영화는 오랜 협력자 밀로스 포만 감독과 장클로드 카리에르(각본)와 함께 제작되었다.

## 결혼
젠츠는 두 번 결혼했는데, 첫 번째는 찰스 밍거스의 전처인 셀리아 밍거스(Celia Mingus)와였다. 그의 두 번째 아내는 배우 윌리엄 레드필드의 과부인 린다 레드필드(Lynda Redfield)였다. 젠츠의 두 결혼은 모두 이혼으로 끝났다.

## 사망
제인츠는 2014년 1월 3일 캘리포니아주 샌프란시스코에서 알츠하이머병 합병증으로 92세의 나이로 사망했다.
존 포거티는 자신의 페이스북 페이지에 자신의 노래 〈Vanz Kant Danz〉의 뮤직비디오를 게시하여 그의 죽음을 언급했다. 마이클 더글러스는 《더 할리우드 리포터》에 기고한 기사에서 제인츠에게 경의를 표하며 다음과 같이 말했다.
| “ | 그는 놀라운 물질적 감각과 그것을 꿰뚫어볼 용기를 가진 독립주의자의 전형이었습니다. 저는 그에게 모든 것을 빚지고 있습니다. 저는 28살이었고 그는 저에게 첫 제작 기회를 주었습니다. 그가 정말 그리울 거예요. | ” |

## 필모그래피
| 년도 | 영화                              | 감독          | 오스카상 수상 | 오스카 후보 |
| ---- | --------------------------------- | ------------- | ------------- | ----------- |
| 1972 | 페이데이                          | 대릴 듀크     |               |             |
| 1975 | 뻐꾸기 둥지 위로 날아간 새        | 밀로스 포먼   | 5             | 9           |
| 1977 | 인디언 전사                       | 키스 메릴     |               |             |
| 1978 | 로드 오브 링스                    | 랄프 박시     |               |             |
| 1984 | 아마데우스                        | 밀로스 포먼   | 8             | 11          |
| 1986 | 모스키토 코스트                   | 피터 위어     |               |             |
| 1988 | 프라하의 봄                       | 필립 카우프만 |               | 2           |
| 1991 | 엣 플레이 인 더 필즈 오브 더 로드 | 엑토르 바벤코 |               |             |
| 1996 | 잉글리쉬 페이션트                 | 앤서니 밍겔라 | 9             | 12          |
| 2005 | 고야의 유령                       | 밀로스 포먼   |               |             |